# متی اپلبی
متی اپلبی (انگلیسی: Matty Appleby؛ زادهٔ ۱۶ آوریل ۱۹۷۲) بازیکن فوتبال اهل بریتانیا است.
از باشگاه‌هایی که در آن بازی کرده‌است می‌توان به باشگاه فوتبال اولدهام اتلتیک، باشگاه فوتبال دارلینگتون، باشگاه فوتبال بارنزلی، باشگاه فوتبال ویتبای تاون، و باشگاه فوتبال نیوکاسل یونایتد اشاره کرد.